# Eleições legislativas portuguesas de 2015 no distrito de Coimbra
| Eleições legislativas portuguesas de 2015 Distritos: Aveiro \| Beja \| Braga \| Bragança \| Castelo Branco \| Coimbra \| Évora \| Faro \| Guarda \| Leiria \| Lisboa \| Portalegre \| Porto \| Santarém \| Setúbal \| Viana do Castelo \| Vila Real \| Viseu \| Açores \| Madeira \| Estrangeiro |

## Resultados por concelho
Os resultados nos concelhos do Distrito de Coimbra foram os seguintes:

### Arganil
| Partido                 | Partido                         | Votos  | %               | +/-  |
| ----------------------- | ------------------------------- | ------ | --------------- | ---- |
|                         | Portugal à Frente               | 2 987  | 46,64 / 100,00  | 8,19 |
|                         | Partido Socialista              | 2 162  | 33,75 / 100,00  | 3,35 |
|                         | Bloco de Esquerda               | 419    | 6,54 / 100,00   | 3,77 |
|                         | Coligação Democrática Unitária  | 210    | 3,28 / 100,00   | 0,08 |
|                         | Partido Democrático Republicano | 68     | 1,06 / 100,00   | Novo |
|                         | Outros                          | 240    | 3,75 / 100,00   |      |
| Votos Inválidos         | Votos Inválidos                 | 319    | 4,98 / 100,00   | 0,37 |
| Total                   | Total                           | 6 405  | 100,00 / 100,00 |      |
| Eleitorado/Participação | Eleitorado/Participação         | 10 880 | 58,87 / 100,00  | 0,68 |

| Freguesia                   | %     | %     | %    | %    | %    | Votantes |
| Freguesia                   | PÀF   | PS    | BE   | CDU  | PDR  | Votantes |
| --------------------------- | ----- | ----- | ---- | ---- | ---- | -------- |
| Arganil                     | 44,86 | 34,33 | 8,30 | 2,98 | 0,94 | 2 013    |
| Benfeita                    | 58,18 | 27,27 | 4,09 | 0,91 | 0,91 | 220      |
| Celavisa                    | 45,97 | 29,84 | 2,42 | 9,68 | 0    | 124      |
| Cepos e Teixeira            | 36,73 | 43,54 | 4,76 | 4,76 | 2,72 | 147      |
| Cerdeira e Moura da Serra   | 55,69 | 32,16 | 1,96 | 2,35 | 0,39 | 255      |
| Coja e Barril de Alva       | 33,08 | 46,77 | 7,87 | 3,66 | 1,08 | 928      |
| Folques                     | 27,42 | 54,30 | 4,84 | 2,69 | 1,08 | 186      |
| Piódão                      | 56,38 | 25,53 | 5,32 | 3,19 | 1,06 | 94       |
| Pomares                     | 47,19 | 30,34 | 6,74 | 5,99 | 1,12 | 267      |
| Pombeiro da Beira           | 55,35 | 27,68 | 5,45 | 2,63 | 1,41 | 495      |
| São Martinho da Cortiça     | 60,11 | 20,50 | 5,40 | 1,80 | 1,39 | 722      |
| Sarzedo                     | 67,02 | 16,35 | 5,90 | 1,61 | 0,80 | 373      |
| Secarias                    | 28,10 | 45,87 | 8,68 | 7,02 | 1,65 | 242      |
| Vila Cova de Alva e Anceriz | 41,30 | 38,64 | 4,13 | 4,72 | 0,59 | 339      |
| Arganil                     | 46,64 | 33,75 | 6,54 | 3,28 | 1,06 | 6 405    |

### Cantanhede
| Partido                 | Partido                         | Votos  | %               | +/-   |
| ----------------------- | ------------------------------- | ------ | --------------- | ----- |
|                         | Portugal à Frente               | 9 345  | 50,23 / 100,00  | 12,21 |
|                         | Partido Socialista              | 5 038  | 27,08 / 100,00  | 5,04  |
|                         | Bloco de Esquerda               | 1 441  | 7,74 / 100,00   | 3,71  |
|                         | Coligação Democrática Unitária  | 761    | 4,09 / 100,00   | 1,01  |
|                         | Partido Democrático Republicano | 311    | 1,67 / 100,00   | Novo  |
|                         | Outros                          | 806    | 4,34 / 100,00   |       |
| Votos Inválidos         | Votos Inválidos                 | 904    | 4,86 / 100,00   | 0,18  |
| Total                   | Total                           | 18 606 | 100,00 / 100,00 |       |
| Eleitorado/Participação | Eleitorado/Participação         | 36 419 | 51,09 / 100,00  | 2,43  |

| Freguesia                    | %     | %     | %     | %     | %    | Votantes |
| Freguesia                    | PÀF   | PS    | BE    | CDU   | PDR  | Votantes |
| ---------------------------- | ----- | ----- | ----- | ----- | ---- | -------- |
| Ançã                         | 28,48 | 42,03 | 8,75  | 12,62 | 0,46 | 1 292    |
| Cadima                       | 55,52 | 21,87 | 8,92  | 4,16  | 1,57 | 1 468    |
| Cantanhede e Pocariça        | 42,26 | 31,22 | 10,05 | 4,55  | 1,69 | 4 378    |
| Cordinhã                     | 42,86 | 33,21 | 9,82  | 4,46  | 1,25 | 560      |
| Covões e Camarneira          | 71,17 | 13,57 | 4,61  | 1,49  | 1,06 | 1 606    |
| Febres                       | 59,04 | 22,81 | 5,97  | 1,54  | 1,19 | 1 758    |
| Murtede                      | 43,90 | 34,64 | 8,84  | 4,63  | 1,26 | 713      |
| Ourentã                      | 52,14 | 29,11 | 3,95  | 3,45  | 1,81 | 608      |
| Portunhos e Outil            | 34,43 | 38,52 | 9,28  | 6,29  | 2,20 | 1 002    |
| Sanguinheira                 | 57,39 | 16,94 | 7,70  | 3,90  | 2,05 | 974      |
| São Caetano                  | 67,97 | 16,22 | 4,52  | 3,70  | 1,03 | 487      |
| Sepins e Bolho               | 53,84 | 25,20 | 6,30  | 1,97  | 2,17 | 1 016    |
| Tocha                        | 49,63 | 27,97 | 7,67  | 3,18  | 3,50 | 1 916    |
| Vilamar e Corticeiro de Cima | 63,77 | 18,84 | 4,23  | 0,97  | 0,85 | 828      |
| Cantanhede                   | 50,23 | 27,08 | 7,74  | 4,09  | 1,67 | 18 606   |

### Coimbra
| Partido                 | Partido                         | Votos   | %               | +/-   |
| ----------------------- | ------------------------------- | ------- | --------------- | ----- |
|                         | Partido Socialista              | 28 196  | 36,49 / 100,00  | 7,88  |
|                         | Portugal à Frente               | 25 222  | 32,64 / 100,00  | 14,37 |
|                         | Bloco de Esquerda               | 8 526   | 11,03 / 100,00  | 3,39  |
|                         | Coligação Democrática Unitária  | 7 173   | 9,28 / 100,00   | 0,85  |
|                         | Partido Democrático Republicano | 1 415   | 1,83 / 100,00   | Novo  |
|                         | Pessoas–Animais–Natureza        | 858     | 1,11 / 100,00   | 0,05  |
|                         | Outros                          | 2 939   | 3,80 / 100,00   |       |
| Votos Inválidos         | Votos Inválidos                 | 2 944   | 3,81 / 100,00   | 0,80  |
| Total                   | Total                           | 77 273  | 100,00 / 100,00 |       |
| Eleitorado/Participação | Eleitorado/Participação         | 128 740 | 60,02 / 100,00  | 1,31  |

| Freguesia                                      | %     | %     | %     | %     | %    | %    | Votantes |
| Freguesia                                      | PS    | PÀF   | BE    | CDU   | PDR  | PAN  | Votantes |
| ---------------------------------------------- | ----- | ----- | ----- | ----- | ---- | ---- | -------- |
| Almalaguês                                     | 39,83 | 26,93 | 14,40 | 9,66  | 1,92 | 0,42 | 1 667    |
| Antuzede e Vil de Matos                        | 41,13 | 26,93 | 9,47  | 9,93  | 1,60 | 1,33 | 1 500    |
| Assafarge e Antanhol                           | 34,30 | 34,76 | 11,27 | 7,74  | 1,87 | 1,17 | 2 831    |
| Brasfemes                                      | 41,78 | 24,51 | 12,96 | 10,33 | 1,13 | 1,69 | 1 065    |
| Ceira                                          | 36,30 | 30,64 | 11,63 | 9,75  | 1,62 | 0,54 | 1 857    |
| Cernache                                       | 36,49 | 31,04 | 11,36 | 10,15 | 1,48 | 1,21 | 2 236    |
| Eiras e São Paulo de Frades                    | 36,77 | 29,83 | 12,09 | 10,08 | 2,11 | 1,56 | 8 916    |
| Santa Clara e Castelo Viegas                   | 35,66 | 34,18 | 11,20 | 8,58  | 1,79 | 0,92 | 6 492    |
| Santo António dos Olivais                      | 34,68 | 37,22 | 10,42 | 7,86  | 1,72 | 1,15 | 23 138   |
| São João do Campo                              | 37,24 | 25,61 | 10,41 | 17,86 | 1,53 | 0,10 | 980      |
| São Martinho de Árvore e Lamarosa              | 31,02 | 35,80 | 10,03 | 9,89  | 2,56 | 1,28 | 1 486    |
| São Martinho do Bispo e Ribeira de Frades      | 38,99 | 28,16 | 11,92 | 9,41  | 2,34 | 1,27 | 8 213    |
| São Silvestre                                  | 40,17 | 23,23 | 12,91 | 13,30 | 1,39 | 0,66 | 1 511    |
| Sé Nova, Santa Cruz, Almedina e São Bartolomeu | 33,46 | 37,35 | 9,97  | 9,23  | 1,78 | 0,87 | 7 436    |
| Souselas e Botão                               | 39,86 | 30,03 | 10,33 | 9,79  | 1,33 | 1,00 | 2 401    |
| Taveiro, Ameal e Arzila                        | 44,01 | 22,25 | 11,33 | 11,70 | 1,56 | 1,03 | 2 436    |
| Torres do Mondego                              | 41,48 | 28,21 | 9,15  | 11,17 | 1,85 | 1,09 | 1 191    |
| Trouxemil e Torre de Vilela                    | 38,91 | 28,59 | 10,59 | 11,27 | 1,98 | 0,83 | 1 917    |
| Coimbra                                        | 36,49 | 32,64 | 11,03 | 9,28  | 1,83 | 1,11 | 77 273   |

### Condeixa-a-Nova
| Partido                 | Partido                         | Votos  | %               | +/-  |
| ----------------------- | ------------------------------- | ------ | --------------- | ---- |
|                         | Partido Socialista              | 3 178  | 37,69 / 100,00  | 3,22 |
|                         | Portugal à Frente               | 2 601  | 30,85 / 100,00  | 9,81 |
|                         | Bloco de Esquerda               | 1 081  | 12,82 / 100,00  | 5,24 |
|                         | Coligação Democrática Unitária  | 649    | 7,70 / 100,00   | 0,03 |
|                         | Partido Democrático Republicano | 125    | 1,48 / 100,00   | Novo |
|                         | Pessoas–Animais–Natureza        | 87     | 1,03 / 100,00   | 0,14 |
|                         | Outros                          | 321    | 3,79 / 100,00   |      |
| Votos Inválidos         | Votos Inválidos                 | 390    | 4,62 / 100,00   | 0,89 |
| Total                   | Total                           | 8 432  | 100,00 / 100,00 |      |
| Eleitorado/Participação | Eleitorado/Participação         | 14 062 | 59,96 / 100,00  | 1,88 |

| Freguesia                          | %     | %     | %     | %     | %    | %    | Votantes |
| Freguesia                          | PS    | PÀF   | BE    | CDU   | PDR  | PAN  | Votantes |
| ---------------------------------- | ----- | ----- | ----- | ----- | ---- | ---- | -------- |
| Anobra                             | 46,40 | 19,38 | 11,60 | 11,75 | 1,47 | 0,59 | 681      |
| Condeixa-a-Velha e Condeixa-a-Nova | 34,77 | 32,15 | 13,90 | 7,95  | 1,43 | 1,20 | 3 848    |
| Ega                                | 38,24 | 35,70 | 10,35 | 4,93  | 1,27 | 0,99 | 1 420    |
| Furadouro                          | 38,64 | 40,91 | 7,95  | 3,41  | 0    | 2,27 | 88       |
| Sebal e Belide                     | 40,26 | 27,40 | 12,93 | 7,92  | 1,86 | 0,99 | 1 617    |
| Vila Seca e Bem da Fé              | 39,96 | 27,78 | 14,16 | 8,60  | 1,43 | 0,72 | 558      |
| Zambujal                           | 33,18 | 41,36 | 11,36 | 6,36  | 1,82 | 0,45 | 220      |
| Condeixa-a-Nova                    | 37,69 | 30,85 | 12,82 | 7,70  | 1,48 | 1,03 | 8 432    |

### Figueira da Foz
| Partido                 | Partido                         | Votos  | %               | +/-   |
| ----------------------- | ------------------------------- | ------ | --------------- | ----- |
|                         | Partido Socialista              | 10 289 | 34,09 / 100,00  | 6,44  |
|                         | Portugal à Frente               | 10 058 | 33,33 / 100,00  | 15,09 |
|                         | Bloco de Esquerda               | 3 603  | 11,94 / 100,00  | 5,76  |
|                         | Coligação Democrática Unitária  | 2 436  | 8,07 / 100,00   | 0,85  |
|                         | Partido Democrático Republicano | 577    | 1,91 / 100,00   | Novo  |
|                         | Pessoas–Animais–Natureza        | 408    | 1,35 / 100,00   | 0,40  |
|                         | PCTP/MRPP                       | 403    | 1,34 / 100,00   | 0,10  |
|                         | Outros                          | 1 026  | 3,40 / 100,00   |       |
| Votos Inválidos         | Votos Inválidos                 | 1 381  | 4,58 / 100,00   | 1,00  |
| Total                   | Total                           | 30 181 | 100,00 / 100,00 |       |
| Eleitorado/Participação | Eleitorado/Participação         | 58 039 | 52,00 / 100,00  | 2,60  |

| Freguesia            | %     | %     | %     | %     | %    | %    | %    | Votantes |
| Freguesia            | PS    | PÀF   | BE    | CDU   | PDR  | PAN  | PCTP | Votantes |
| -------------------- | ----- | ----- | ----- | ----- | ---- | ---- | ---- | -------- |
| Alhadas              | 35,60 | 28,09 | 12,30 | 9,04  | 2,39 | 1,05 | 2,25 | 2 090    |
| Alqueidão            | 33,10 | 35,78 | 11,19 | 6,53  | 2,10 | 1,05 | 0,93 | 858      |
| Bom Sucesso          | 29,61 | 45,16 | 7,03  | 4,38  | 2,30 | 1,15 | 2,42 | 868      |
| Buarcos e São Julião | 34,12 | 34,91 | 12,07 | 7,93  | 1,54 | 1,60 | 1,06 | 9 380    |
| Ferreira-a-Nova      | 37,69 | 38,83 | 8,12  | 3,25  | 2,60 | 1,06 | 0,65 | 1 231    |
| Lavos                | 31,29 | 33,56 | 11,81 | 8,42  | 2,59 | 1,69 | 2,06 | 1 889    |
| Maiorca              | 38,32 | 26,54 | 12,82 | 10,01 | 1,85 | 0,67 | 1,78 | 1 349    |
| Marinha das Ondas    | 37,01 | 36,14 | 8,64  | 6,62  | 2,66 | 0,43 | 1,08 | 1 389    |
| Moinhos da Gândara   | 29,78 | 41,93 | 9,32  | 4,16  | 2,66 | 0,83 | 1,83 | 601      |
| Paião                | 30,98 | 41,25 | 10,45 | 4,51  | 1,30 | 0,80 | 1,11 | 1 617    |
| Quiaios              | 37,10 | 32,38 | 9,72  | 5,65  | 1,43 | 1,07 | 1,00 | 1 399    |
| São Pedro            | 37,00 | 26,62 | 14,13 | 9,52  | 2,19 | 1,48 | 1,64 | 1 281    |
| Tavarede             | 31,52 | 31,56 | 14,85 | 8,94  | 1,91 | 1,93 | 1,07 | 4 775    |
| Vila Verde           | 37,14 | 20,98 | 13,07 | 17,68 | 1,79 | 0,89 | 1,86 | 1 454    |
| Figueira da Foz      | 34,09 | 33,33 | 11,94 | 8,07  | 1,91 | 1,35 | 1,34 | 30 181   |

### Góis
| Partido                 | Partido                        | Votos | %               | +/-  |
| ----------------------- | ------------------------------ | ----- | --------------- | ---- |
|                         | Portugal à Frente              | 908   | 41,40 / 100,00  | 8,05 |
|                         | Partido Socialista             | 879   | 40,08 / 100,00  | 3,50 |
|                         | Bloco de Esquerda              | 138   | 6,29 / 100,00   | 3,23 |
|                         | Coligação Democrática Unitária | 65    | 2,96 / 100,00   | 0,57 |
|                         | Outros                         | 97    | 4,43 / 100,00   |      |
| Votos Inválidos         | Votos Inválidos                | 106   | 4,83 / 100,00   | 0,24 |
| Total                   | Total                          | 2 193 | 100,00 / 100,00 |      |
| Eleitorado/Participação | Eleitorado/Participação        | 3 672 | 59,72 / 100,00  | 0,28 |

| Freguesia          | %     | %     | %    | %    | Votantes |
| Freguesia          | PÀF   | PS    | BE   | CDU  | Votantes |
| ------------------ | ----- | ----- | ---- | ---- | -------- |
| Alvares            | 60,00 | 27,59 | 1,27 | 3,04 | 395      |
| Cadafaz e Colmeal  | 34,46 | 47,46 | 7,34 | 3,39 | 177      |
| Góis               | 38,32 | 42,21 | 7,07 | 2,45 | 1 104    |
| Vila Nova do Ceira | 36,17 | 42,55 | 8,12 | 3,87 | 517      |
| Góis               | 41,40 | 40,08 | 6,29 | 2,96 | 2 193    |

### Lousã
| Partido                 | Partido                         | Votos  | %               | +/-   |
| ----------------------- | ------------------------------- | ------ | --------------- | ----- |
|                         | Partido Socialista              | 3 375  | 39,00 / 100,00  | 4,87  |
|                         | Portugal à Frente               | 2 916  | 33,70 / 100,00  | 12,42 |
|                         | Bloco de Esquerda               | 976    | 11,28 / 100,00  | 5,41  |
|                         | Coligação Democrática Unitária  | 424    | 4,90 / 100,00   | 0,50  |
|                         | Partido Democrático Republicano | 116    | 1,34 / 100,00   | Novo  |
|                         | Pessoas–Animais–Natureza        | 99     | 1,14 / 100,00   | 0,26  |
|                         | Outros                          | 299    | 3,46 / 100,00   |       |
| Votos Inválidos         | Votos Inválidos                 | 448    | 5,17 / 100,00   | 0,37  |
| Total                   | Total                           | 8 653  | 100,00 / 100,00 |       |
| Eleitorado/Participação | Eleitorado/Participação         | 15 221 | 56,85 / 100,00  | 1,77  |

| Freguesia                      | %     | %     | %     | %    | %    | %    | Votantes |
| Freguesia                      | PS    | PÀF   | BE    | CDU  | PDR  | PAN  | Votantes |
| ------------------------------ | ----- | ----- | ----- | ---- | ---- | ---- | -------- |
| Foz de Arouce e Casal de Ermio | 30,04 | 42,96 | 8,56  | 5,66 | 2,03 | 1,45 | 689      |
| Gândaras                       | 44,16 | 35,03 | 6,43  | 3,89 | 0,51 | 0,34 | 591      |
| Lousã e Vilarinho              | 39,92 | 31,53 | 12,37 | 5,09 | 1,31 | 1,28 | 6 485    |
| Serpins                        | 35,81 | 41,44 | 8,67  | 3,60 | 1,58 | 0,45 | 888      |
| Lousã                          | 39,00 | 33,70 | 11,28 | 4,90 | 1,34 | 1,14 | 8 653    |

### Mira
| Partido                 | Partido                         | Votos  | %               | +/-  |
| ----------------------- | ------------------------------- | ------ | --------------- | ---- |
|                         | Portugal à Frente               | 3 321  | 50,56 / 100,00  | 8,81 |
|                         | Partido Socialista              | 1 963  | 29,89 / 100,00  | 2,78 |
|                         | Bloco de Esquerda               | 490    | 7,46 / 100,00   | 3,75 |
|                         | Coligação Democrática Unitária  | 165    | 2,51 / 100,00   | 0,16 |
|                         | Partido Democrático Republicano | 89     | 1,36 / 100,00   | Novo |
|                         | Outros                          | 259    | 3,94 / 100,00   |      |
| Votos Inválidos         | Votos Inválidos                 | 281    | 4,28 / 100,00   | 0,19 |
| Total                   | Total                           | 6 568  | 100,00 / 100,00 |      |
| Eleitorado/Participação | Eleitorado/Participação         | 13 206 | 49,73 / 100,00  | 1,97 |

| Freguesia     | %     | %     | %    | %    | %    | Votantes |
| Freguesia     | PÀF   | PS    | BE   | CDU  | PDR  | Votantes |
| ------------- | ----- | ----- | ---- | ---- | ---- | -------- |
| Carapelhos    | 70,19 | 14,18 | 5,29 | 0,72 | 0,72 | 416      |
| Mira          | 49,55 | 30,97 | 7,20 | 2,54 | 1,34 | 3 891    |
| Praia de Mira | 38,78 | 38,91 | 9,97 | 3,28 | 1,44 | 1 524    |
| Seixo         | 69,20 | 14,38 | 4,88 | 1,76 | 1,63 | 737      |
| Mira          | 50,56 | 29,89 | 7,46 | 2,51 | 1,36 | 6 568    |

### Miranda do Corvo
| Partido                 | Partido                         | Votos  | %               | +/-   |
| ----------------------- | ------------------------------- | ------ | --------------- | ----- |
|                         | Partido Socialista              | 2 499  | 38,58 / 100,00  | 4,15  |
|                         | Portugal à Frente               | 2 228  | 34,39 / 100,00  | 11,81 |
|                         | Bloco de Esquerda               | 742    | 11,45 / 100,00  | 5,84  |
|                         | Coligação Democrática Unitária  | 402    | 6,21 / 100,00   | 0,85  |
|                         | Partido Democrático Republicano | 93     | 1,44 / 100,00   | Novo  |
|                         | Outros                          | 253    | 3,90 / 100,00   |       |
| Votos Inválidos         | Votos Inválidos                 | 261    | 4,03 / 100,00   | 0,95  |
| Total                   | Total                           | 6 478  | 100,00 / 100,00 |       |
| Eleitorado/Participação | Eleitorado/Participação         | 11 228 | 57,70 / 100,00  | 1,99  |

| Freguesia         | %     | %     | %     | %    | %    | Votantes |
| Freguesia         | PS    | PÀF   | BE    | CDU  | PDR  | Votantes |
| ----------------- | ----- | ----- | ----- | ---- | ---- | -------- |
| Lamas             | 43,12 | 33,41 | 9,26  | 5,19 | 0,90 | 443      |
| Miranda do Corvo  | 40,08 | 30,96 | 12,79 | 7,29 | 1,59 | 3 705    |
| Semide e Rio Vide | 33,13 | 40,97 | 10,05 | 5,08 | 1,24 | 1 772    |
| Vila Nova         | 42,29 | 37,10 | 8,78  | 3,41 | 1,43 | 558      |
| Miranda do Corvo  | 38,58 | 34,39 | 11,45 | 6,21 | 1,44 | 6 478    |

### Montemor-o-Velho
| Partido                 | Partido                         | Votos  | %               | +/-   |
| ----------------------- | ------------------------------- | ------ | --------------- | ----- |
|                         | Partido Socialista              | 4 804  | 38,20 / 100,00  | 4,84  |
|                         | Portugal à Frente               | 4 033  | 32,07 / 100,00  | 13,35 |
|                         | Bloco de Esquerda               | 1 353  | 10,76 / 100,00  | 5,30  |
|                         | Coligação Democrática Unitária  | 1 029  | 8,18 / 100,00   | 1,72  |
|                         | Partido Democrático Republicano | 210    | 1,67 / 100,00   | Novo  |
|                         | PCTP/MRPP                       | 143    | 1,14 / 100,00   | 0,07  |
|                         | Outros                          | 492    | 3,91 / 100,00   |       |
| Votos Inválidos         | Votos Inválidos                 | 512    | 4,07 / 100,00   | 1,02  |
| Total                   | Total                           | 12 576 | 100,00 / 100,00 |       |
| Eleitorado/Participação | Eleitorado/Participação         | 22 631 | 55,57 / 100,00  | 1,58  |

| Freguesia                                | %     | %     | %     | %     | %    | %    | Votantes |
| Freguesia                                | PS    | PÀF   | BE    | CDU   | PDR  | PCTP | Votantes |
| ---------------------------------------- | ----- | ----- | ----- | ----- | ---- | ---- | -------- |
| Abrunheira, Verride e Vila Nova da Barca | 43,44 | 24,91 | 10,43 | 12,64 | 1,60 | 0,98 | 815      |
| Arazede                                  | 29,75 | 44,66 | 8,56  | 4,87  | 1,49 | 1,37 | 2 548    |
| Carapinheira                             | 35,31 | 35,86 | 10,19 | 9,00  | 1,74 | 1,50 | 1 266    |
| Ereira                                   | 55,28 | 18,09 | 10,55 | 7,04  | 1,01 | 1,01 | 398      |
| Liceia                                   | 37,35 | 32,16 | 9,21  | 6,37  | 3,18 | 0,50 | 597      |
| Meãs do Campo                            | 37,60 | 36,92 | 8,87  | 7,74  | 1,68 | 0,90 | 891      |
| Montemor-o-Velho e Gatões                | 39,83 | 27,44 | 12,09 | 9,69  | 1,44 | 0,84 | 1 662    |
| Pereira                                  | 42,82 | 23,70 | 14,13 | 8,39  | 2,11 | 0,76 | 1 705    |
| Santo Varão                              | 45,12 | 21,58 | 10,88 | 13,77 | 1,49 | 1,02 | 1 075    |
| Seixo de Gatões                          | 28,68 | 38,34 | 13,65 | 9,20  | 1,53 | 1,84 | 652      |
| Tentúgal                                 | 41,68 | 31,33 | 10,03 | 4,24  | 1,34 | 1,65 | 967      |
| Montemor-o-Velho                         | 38,20 | 32,07 | 10,76 | 8,18  | 1,67 | 1,14 | 12 576   |

### Oliveira do Hospital
| Partido                 | Partido                         | Votos  | %               | +/-  |
| ----------------------- | ------------------------------- | ------ | --------------- | ---- |
|                         | Portugal à Frente               | 5 137  | 47,13 / 100,00  | 9,10 |
|                         | Partido Socialista              | 3 746  | 34,37 / 100,00  | 3,67 |
|                         | Bloco de Esquerda               | 672    | 6,17 / 100,00   | 3,48 |
|                         | Coligação Democrática Unitária  | 350    | 3,21 / 100,00   | 0,28 |
|                         | Partido Democrático Republicano | 134    | 1,23 / 100,00   | Novo |
|                         | Outros                          | 364    | 3,35 / 100,00   |      |
| Votos Inválidos         | Votos Inválidos                 | 496    | 4,55 / 100,00   | 0,08 |
| Total                   | Total                           | 10 899 | 100,00 / 100,00 |      |
| Eleitorado/Participação | Eleitorado/Participação         | 18 682 | 58,34 / 100,00  | 0,75 |

| Freguesia                                   | %     | %     | %    | %     | %    | Votantes |
| Freguesia                                   | PÀF   | PS    | BE   | CDU   | PDR  | Votantes |
| ------------------------------------------- | ----- | ----- | ---- | ----- | ---- | -------- |
| Aldeia das Dez                              | 52,32 | 32,45 | 4,97 | 3,31  | 0,33 | 302      |
| Alvoco das Várzeas                          | 29,95 | 55,84 | 5,58 | 2,03  | 0,51 | 197      |
| Avô                                         | 49,47 | 36,49 | 3,86 | 1,75  | 1,05 | 285      |
| Bobadela                                    | 45,33 | 32,27 | 9,07 | 4,00  | 1,07 | 375      |
| Ervedal e Vila Franca da Beira              | 39,72 | 38,55 | 5,30 | 7,37  | 0,91 | 773      |
| Lagares da Beira                            | 36,89 | 45,36 | 5,74 | 1,09  | 1,64 | 732      |
| Lagos da Beira e Lajeosa                    | 41,03 | 39,97 | 6,33 | 2,24  | 1,06 | 758      |
| Lourosa                                     | 47,46 | 32,88 | 8,47 | 1,02  | 1,36 | 295      |
| Meruge                                      | 41,43 | 41,07 | 1,43 | 10,36 | 1,43 | 280      |
| Nogueira do Cravo                           | 53,85 | 29,83 | 6,21 | 3,07  | 0,75 | 1 207    |
| Oliveira do Hospital e São Paio de Gramaços | 46,12 | 34,11 | 7,09 | 3,09  | 1,80 | 3 005    |
| Penalva de Alva e São Sebastião da Feira    | 47,68 | 35,38 | 5,40 | 2,10  | 0,60 | 667      |
| Santa Ovaia e Vila Pouca da Beira           | 52,90 | 25,38 | 7,10 | 4,09  | 1,51 | 465      |
| São Gião                                    | 48,15 | 29,63 | 5,19 | 2,22  | 1,85 | 270      |
| Seixo da Beira                              | 63,62 | 22,47 | 4,78 | 1,26  | 1,12 | 712      |
| Travanca de Lagos                           | 48,96 | 32,81 | 6,25 | 4,17  | 0,52 | 576      |
| Oliveira do Hospital                        | 47,13 | 34,37 | 6,17 | 3,21  | 1,23 | 10 899   |

### Pampilhosa da Serra
| Partido                 | Partido                         | Votos | %               | +/-     |
| ----------------------- | ------------------------------- | ----- | --------------- | ------- |
|                         | Portugal à Frente               | 1 074 | 48,77 / 100,00  | 9,68    |
|                         | Partido Socialista              | 789   | 35,83 / 100,00  | 4,15    |
|                         | Bloco de Esquerda               | 114   | 5,18 / 100,00   | 3,31    |
|                         | Coligação Democrática Unitária  | 68    | 3,09 / 100,00   | 1,14    |
|                         | Partido Democrático Republicano | 22    | 1,00 / 100,00   | Novo    |
|                         | Outros                          | 67    | 3,05 / 100,00   |         |
| Votos Inválidos         | Votos Inválidos                 | 68    | 3,09 / 100,00   | Estável |
| Total                   | Total                           | 2 202 | 100,00 / 100,00 |         |
| Eleitorado/Participação | Eleitorado/Participação         | 3 992 | 55,16 / 100,00  | 0,76    |

| Freguesia                | %     | %     | %    | %    | %    | Votantes |
| Freguesia                | PÀF   | PS    | BE   | CDU  | PDR  | Votantes |
| ------------------------ | ----- | ----- | ---- | ---- | ---- | -------- |
| Cabril                   | 56,10 | 30,89 | 3,25 | 1,63 | 0,81 | 123      |
| Dornelas do Zêzere       | 39,86 | 43,36 | 5,59 | 4,20 | 0,70 | 286      |
| Fajão - Vidual           | 59,43 | 27,43 | 2,86 | 4,00 | 0,57 | 175      |
| Janeiro de Baixo         | 46,80 | 37,79 | 5,81 | 3,49 | 1,16 | 344      |
| Pampilhosa da Serra      | 43,09 | 38,78 | 6,69 | 3,42 | 1,63 | 673      |
| Pessegueiro              | 51,96 | 36,27 | 5,88 | 2,94 | 0    | 102      |
| Portela do Fojo - Machio | 60,92 | 27,73 | 1,26 | 0,84 | 0,42 | 238      |
| Unhais-o-Velho           | 52,87 | 32,57 | 5,75 | 2,68 | 0,77 | 261      |
| Pampilhosa da Serra      | 48,77 | 35,83 | 5,18 | 3,09 | 1,00 | 2 202    |

### Penacova
| Partido                 | Partido                         | Votos  | %               | +/-  |
| ----------------------- | ------------------------------- | ------ | --------------- | ---- |
|                         | Portugal à Frente               | 3 559  | 45,86 / 100,00  | 6,81 |
|                         | Partido Socialista              | 2 686  | 34,61 / 100,00  | 3,01 |
|                         | Coligação Democrática Unitária  | 434    | 5,59 / 100,00   | 0,63 |
|                         | Bloco de Esquerda               | 426    | 5,49 / 100,00   | 2,71 |
|                         | Partido Democrático Republicano | 92     | 1,19 / 100,00   | Novo |
|                         | Outros                          | 253    | 3,26 / 100,00   |      |
| Votos Inválidos         | Votos Inválidos                 | 310    | 3,99 / 100,00   | 0,81 |
| Total                   | Total                           | 7 760  | 100,00 / 100,00 |      |
| Eleitorado/Participação | Eleitorado/Participação         | 14 538 | 53,38 / 100,00  | 0,55 |

| Freguesia                                 | %     | %     | %    | %    | %    | Votantes |
| Freguesia                                 | PÀF   | PS    | CDU  | BE   | PDR  | Votantes |
| ----------------------------------------- | ----- | ----- | ---- | ---- | ---- | -------- |
| Carvalho                                  | 62,40 | 25,33 | 2,40 | 2,40 | 0,27 | 375      |
| Figueira de Lorvão                        | 45,11 | 40,32 | 3,41 | 4,71 | 0,51 | 1 379    |
| Friúmes e Paradela                        | 52,56 | 31,62 | 3,21 | 2,78 | 0,85 | 468      |
| Lorvão                                    | 41,32 | 35,41 | 7,37 | 7,32 | 1,36 | 1 912    |
| Oliveira do Mondego e Travanca do Mondego | 46,15 | 29,04 | 9,42 | 5,58 | 1,73 | 520      |
| Penacova                                  | 40,15 | 38,84 | 6,22 | 6,53 | 1,49 | 1 609    |
| São Pedro de Alva e São Paio do Mondego   | 56,07 | 24,93 | 5,28 | 3,80 | 1,39 | 1 079    |
| Sazes do Lorvão                           | 42,11 | 39,47 | 3,83 | 5,74 | 1,44 | 418      |
| Penacova                                  | 45,86 | 34,61 | 5,59 | 5,49 | 1,19 | 7 760    |

### Penela
| Partido                 | Partido                         | Votos | %               | +/-   |
| ----------------------- | ------------------------------- | ----- | --------------- | ----- |
|                         | Portugal à Frente               | 1 423 | 48,52 / 100,00  | 12,68 |
|                         | Partido Socialista              | 862   | 29,39 / 100,00  | 5,31  |
|                         | Bloco de Esquerda               | 195   | 6,65 / 100,00   | 3,39  |
|                         | Coligação Democrática Unitária  | 115   | 3,92 / 100,00   | 0,98  |
|                         | Partido Democrático Republicano | 43    | 1,47 / 100,00   | Novo  |
|                         | Outros                          | 128   | 4,37 / 100,00   |       |
| Votos Inválidos         | Votos Inválidos                 | 167   | 5,70 / 100,00   | 0,89  |
| Total                   | Total                           | 2 933 | 100,00 / 100,00 |       |
| Eleitorado/Participação | Eleitorado/Participação         | 5 166 | 56,78 / 100,00  | 1,00  |

| Freguesia                           | %     | %     | %     | %    | %    | Votantes |
| Freguesia                           | PÀF   | PS    | BE    | CDU  | PDR  | Votantes |
| ----------------------------------- | ----- | ----- | ----- | ---- | ---- | -------- |
| Cumeeira                            | 54,21 | 25,62 | 5,79  | 2,98 | 1,65 | 605      |
| Espinhal                            | 44,19 | 35,14 | 5,68  | 1,81 | 1,55 | 387      |
| Podentes                            | 41,44 | 28,90 | 11,79 | 6,84 | 0,76 | 263      |
| São Miguel, Santa Eufémia e Rabaçal | 48,57 | 29,50 | 6,38  | 4,29 | 1,49 | 1 678    |
| Penela                              | 48,52 | 29,39 | 6,65  | 3,92 | 1,47 | 2 933    |

### Soure
| Partido                 | Partido                         | Votos  | %               | +/-   |
| ----------------------- | ------------------------------- | ------ | --------------- | ----- |
|                         | Partido Socialista              | 4 076  | 41,40 / 100,00  | 6,42  |
|                         | Portugal à Frente               | 2 980  | 30,27 / 100,00  | 11,92 |
|                         | Bloco de Esquerda               | 994    | 10,10 / 100,00  | 4,32  |
|                         | Coligação Democrática Unitária  | 750    | 7,62 / 100,00   | 0,87  |
|                         | Partido Democrático Republicano | 188    | 1,91 / 100,00   | Novo  |
|                         | Outros                          | 413    | 4,18 / 100,00   |       |
| Votos Inválidos         | Votos Inválidos                 | 445    | 4,52 / 100,00   | 1,65  |
| Total                   | Total                           | 9 846  | 100,00 / 100,00 |       |
| Eleitorado/Participação | Eleitorado/Participação         | 17 610 | 55,91 / 100,00  | 0,58  |

| Freguesia              | %     | %     | %     | %     | %    | Votantes |
| Freguesia              | PS    | PÀF   | BE    | CDU   | PDR  | Votantes |
| ---------------------- | ----- | ----- | ----- | ----- | ---- | -------- |
| Alfarelos              | 40,54 | 20,49 | 13,32 | 15,62 | 1,86 | 698      |
| Degracias e Pombalinho | 24,85 | 56,13 | 5,98  | 2,76  | 1,84 | 652      |
| Figueiró do Campo      | 44,70 | 19,90 | 10,49 | 12,99 | 2,62 | 839      |
| Gesteira e Brunhós     | 47,11 | 27,77 | 8,26  | 6,61  | 1,49 | 605      |
| Granja do Ulmeiro      | 45,76 | 18,85 | 12,57 | 11,62 | 1,36 | 955      |
| Samuel                 | 42,09 | 29,10 | 11,34 | 5,37  | 2,09 | 670      |
| Soure                  | 42,95 | 30,93 | 9,42  | 6,24  | 1,88 | 3 928    |
| Tapéus                 | 29,15 | 47,74 | 11,56 | 0,50  | 1,51 | 199      |
| Vila Nova de Anços     | 43,50 | 24,44 | 12,48 | 10,23 | 1,73 | 577      |
| Vinha da Rainha        | 35,41 | 42,88 | 8,71  | 3,04  | 2,49 | 723      |
| Soure                  | 41,40 | 30,27 | 10,10 | 7,62  | 1,91 | 9 846    |

### Tábua
| Partido                 | Partido                         | Votos  | %               | +/-  |
| ----------------------- | ------------------------------- | ------ | --------------- | ---- |
|                         | Portugal à Frente               | 2 694  | 45,51 / 100,00  | 9,80 |
|                         | Partido Socialista              | 2 048  | 34,60 / 100,00  | 5,36 |
|                         | Bloco de Esquerda               | 367    | 6,20 / 100,00   | 3,26 |
|                         | Coligação Democrática Unitária  | 284    | 4,80 / 100,00   | 0,24 |
|                         | Partido Democrático Republicano | 60     | 1,01 / 100,00   | Novo |
|                         | Outros                          | 231    | 3,91 / 100,00   |      |
| Votos Inválidos         | Votos Inválidos                 | 235    | 3,98 / 100,00   | 0,23 |
| Total                   | Total                           | 5 919  | 100,00 / 100,00 |      |
| Eleitorado/Participação | Eleitorado/Participação         | 10 547 | 56,12 / 100,00  | 2,04 |

| Freguesia                         | %     | %     | %    | %     | %    | Votantes |
| Freguesia                         | PÀF   | PS    | BE   | CDU   | PDR  | Votantes |
| --------------------------------- | ----- | ----- | ---- | ----- | ---- | -------- |
| Ázere e Covelo                    | 42,99 | 33,03 | 3,62 | 11,54 | 0,68 | 442      |
| Candosa                           | 38,75 | 45,25 | 3,25 | 5,00  | 0,50 | 400      |
| Carapinha                         | 59,72 | 17,06 | 8,06 | 1,42  | 0,47 | 211      |
| Covas e Vila Nova de Oliveirinha  | 46,01 | 31,95 | 6,07 | 6,07  | 0,59 | 676      |
| Espariz e Sinde                   | 43,91 | 38,93 | 5,72 | 4,80  | 1,66 | 542      |
| Midões                            | 41,55 | 41,22 | 7,21 | 3,72  | 0,45 | 888      |
| Mouronho                          | 59,02 | 22,05 | 6,24 | 3,12  | 1,56 | 449      |
| Pinheiro de Coja e Meda de Mouros | 50,18 | 31,27 | 4,36 | 2,55  | 1,45 | 275      |
| Póvoa de Midões                   | 52,19 | 33,33 | 6,06 | 1,68  | 1,01 | 297      |
| São João da Boa Vista             | 33,06 | 47,93 | 7,44 | 3,72  | 1,24 | 242      |
| Tábua                             | 44,56 | 32,87 | 7,28 | 5,01  | 1,34 | 1 497    |
| Tábua                             | 45,51 | 34,60 | 6,20 | 4,80  | 1,01 | 5 919    |

### Vila Nova de Poiares
| Partido                 | Partido                         | Votos | %               | +/-   |
| ----------------------- | ------------------------------- | ----- | --------------- | ----- |
|                         | Portugal à Frente               | 1 396 | 42,47 / 100,00  | 14,35 |
|                         | Partido Socialista              | 1 094 | 33,28 / 100,00  | 8,51  |
|                         | Bloco de Esquerda               | 243   | 7,39 / 100,00   | 3,40  |
|                         | Coligação Democrática Unitária  | 161   | 4,90 / 100,00   | 1,06  |
|                         | Partido Democrático Republicano | 58    | 1,76 / 100,00   | Novo  |
|                         | Outros                          | 137   | 4,17 / 100,00   |       |
| Votos Inválidos         | Votos Inválidos                 | 198   | 6,02 / 100,00   | 0,02  |
| Total                   | Total                           | 3 287 | 100,00 / 100,00 |       |
| Eleitorado/Participação | Eleitorado/Participação         | 6 314 | 52,06 / 100,00  | 0,99  |

| Freguesia             | %     | %     | %    | %    | %    | Votantes |
| Freguesia             | PÀF   | PS    | BE   | CDU  | PDR  | Votantes |
| --------------------- | ----- | ----- | ---- | ---- | ---- | -------- |
| Arrifana              | 53,85 | 24,82 | 5,81 | 4,79 | 1,31 | 689      |
| Lavegadas             | 51,69 | 28,81 | 5,08 | 2,54 | 0    | 118      |
| Poiares (São Miguel)  | 38,32 | 35,16 | 8,52 | 4,77 | 2,14 | 1 866    |
| São Miguel de Poiares | 40,55 | 37,95 | 6,19 | 5,86 | 1,47 | 614      |
| Vila Nova de Poiares  | 42,47 | 33,28 | 7,39 | 4,90 | 1,76 | 3 287    |